# Себекин (Брянская область)
Себекин — опустевший поселок в Рогнединском районе Брянской области в составе Шаровичского сельского поселения.

## География
Находится в северной части Брянской области на расстоянии приблизительно 19 км на север-северо-восток по прямой от районного центра поселка Рогнедино.

## История
Известен с 1920-х годов. На карте 1941 года отмечен как Сибекин с 9 дворами.

## Население
Численность населения: 43 человека (1926 год), 7 (русские 100 %) в 2002 году, 1 в 2010.